# ميتاستاسيس
«ميتاستاسيس» (بالإسبانية: Metástasis)‏ (يعني «ورم خبيث» بالإسبانية) هو مسلسل تيلينوفيلا كولومبي، وهو إعادة إنتاج باللغة الإسبانية للدراما الإجرامية الأمريكية اختلال ضال التي تنقل أحداث العمل الأصلي من الولايات المتحدة إلى كولومبيا. إنه يتبع بشكل كبير قصة جميع المواسم الخمسة لاختلال ضال، مع بعض التعديلات الطفيفة على وتيرته واتجاهه وعناصره.
تم عرض المسلسل لأول مرة في 8 يونيو 2014 حتى 18 سبتمبر 2014، حيث تم بث ما مجموعه 62 حلقة. تم بثه في تشيلي وفنزويلا وبيرو والولايات المتحدة وكوستاريكا والمكسيك، من بين بلدان أخرى، من قبل فوكس أمريكا اللاتينية.

## وصلات خارجية
- Metástasis  في قاعدة بيانات الأفلام على الإنترنت (بالإنجليزية)
- Series page on Teleset website (بالإسبانية)
- Metástasis on UniMás (بالإسبانية)